# Суперобложка
Суперобложка (от лат. super — «над») — отдельная обложка, надеваемая на переплёт или основную обложку. Используется как реклама, элемент внешнего оформления, предохраняет от загрязнений переплёт.

## Конструкция
Для повышения прочности часто покрывается лаком или синтетической плёнкой. Если книга в мягкой обложке, то суперобложка может быть приклеена к корешку, чтобы не соскальзывала (в основном такие книги выходили в шестидесятых годах XX века, в современных же изданиях это как правило просто обложка с отворотами, исходя из нумерации страниц). На ней может размещаться аннотация к изданию, информация об авторе или произведении, реклама.

## История
Первые суперобложки появились примерно в середине XIX века. Служили они в основном для защиты переплёта от загрязнений во время перевозки и продажи, изготавливались из плотной бумаги немаркого цвета и не запечатывались. Было не принято хранить книгу в суперобложке, их выбрасывали.
Постепенно суперобложки стали полноценным элементом оформления книги, придававшим ей изящество и привлекательность, они расширяли возможности оформления, так как на переплёте из ткани (или её заменителя) невозможно было отпечатать такие сложные многоцветные изображения, как на бумаге.